# Visovačko jezero
Visovačko jezero je jezero u Dalmaciji na rijeci Krki. Dobilo je ime po otočiću Visovcu, koji se na jezeru nalazi. Sjeverno od jezera nalazi se Roški slap. Površina iznosi 7,9 km² i tako je jedno od najvećih jezera u Dalmaciji. Najveća dubina je 55 m. U blizini jezera nalazi se sljedeća naselja: Nos Kalik, Dubravice, Brištane i Drinovci.